# Michael Schoenholtz
Michael Schoenholtz (Duisburg, 8 april 1937 - Berlijn, 30 september 2019) was een Duitse beeldhouwer en tekenaar.

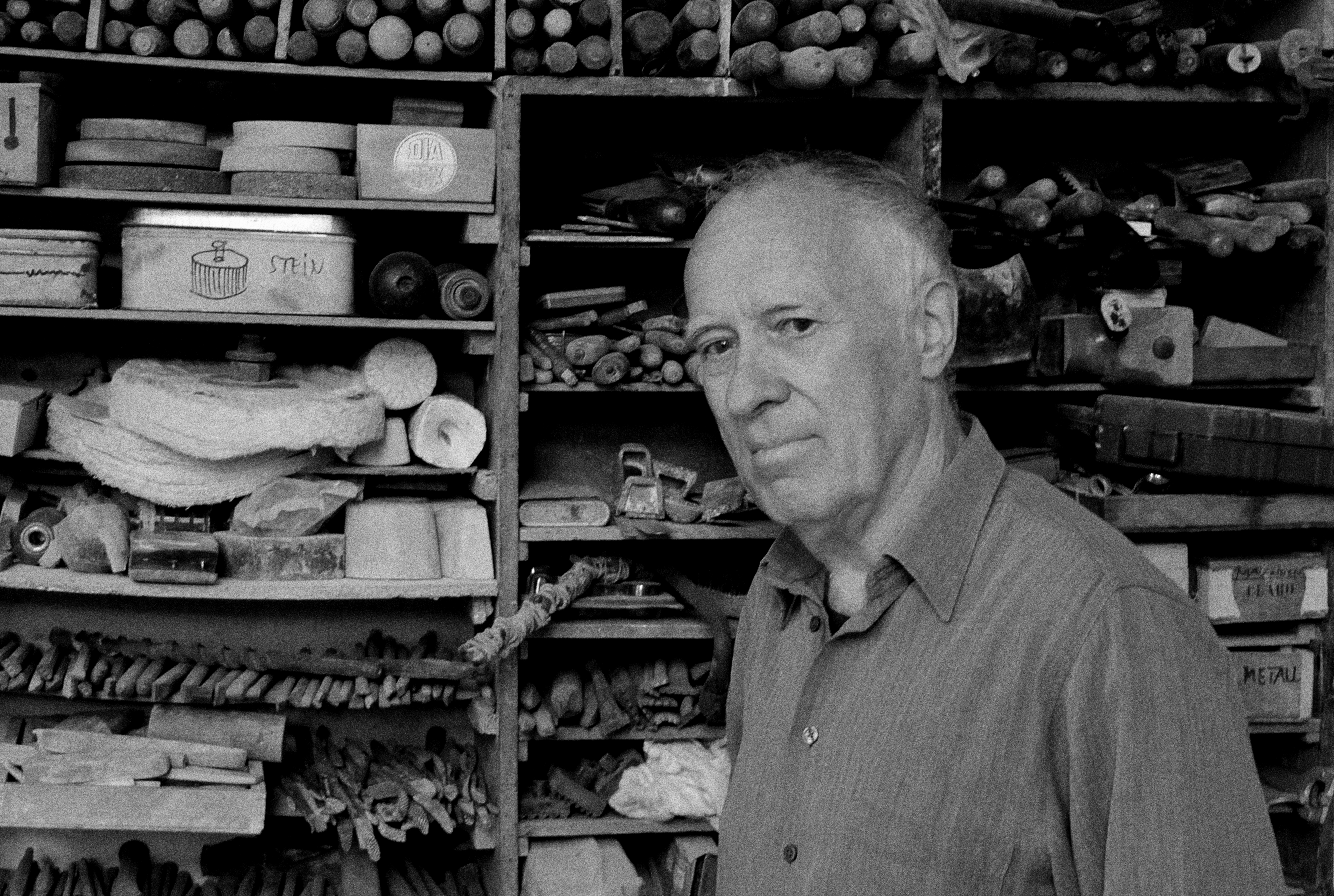
Michael Schoenholtz in 2012

## Leven en werk
Schoenholtz studeerde in 1956 aanvankelijk germanistiek en kunstgeschiedenis aan de Universität Köln, maar van 1957 tot 1963 beeldhouwkunst bij Ludwig Gabriel Schrieber aan de Hochschule der Künste Berlin in Berlijn. In 1970 verbleef hij met een stipendium, de Villa-Romana-Preis, in Florence. Sinds 1971 doceerde hij zelf aan de Hochschule, waar hij van 1975 tot 2005 de hoogleraarpost van Schrieber bekleedde. In 1996 werd hij lid van de Akademie der Künste. Een belangrijke opdracht kreeg Schoenholtz in 1999 met de vormgeving van de crypte van de in herbouw zijnde Frauenkirche in Dresden. Hij voltooide dit werk in 2005.
Schoenholtz is vooral bekend geworden als steenbeeldhouwer. Hij werkte voornamelijk met de materialen zandsteen, muschelkalk, graniet en basaltlava; slechts korte tijd met marmer. Hij nam aan diverse beeldhouwersymposia deel, zoals in Sankt Margarethen im Burgenland, Sankt Wendel, Nordhorn en Heilbronn. De door hem gecreëerde stenen figuren werden steeds simpeler en namen uiteindelijk meer architectonische vormen aan: zuilen, pijlers. Hij behoorde in 1966 tot de eerste deelnemers van het symposium in het Tsjechische Hořice (Symposium Hořice).
In 2009 werd een overzicht van zijn werk getoond in de retrospectieve tentoonstelling Wenn Skulpturen zu Steinbrüchen werden, die achtereenvolgens was te zien in Städtischen Museen Heilbronn, Lehmbruck-Museum in Duisburg, Museum Morsbroich in Leverkusen en Georg-Kolbe-Museum in Berlijn.
Het artwork van de in 2020 uitgekomen CD van de Engelse progrockband The Pineapple Thief, Versions of the Truth, is van Schoenholtz.
Schoenholtz leefde, werkte en stierf in Berlijn.

## Werken (selectie)
- 1966 : Lady en Lady in Underground, Bildhauersymposium Horice in Hořice (Tsjechië)
- 1967 : Sich Entkleidende, Heinrich-Vetter-Sammlung in Ilvesheim
- 1967 : Sich entkleidende II, buitencollectie Skulpturenmuseum Glaskasten in Marl
- 1969 : Ballspieler, Sporthalle Berlin-Dahlem
- 1973 : Großer Torso, Bergenthal-Park in Soest
- 1978 : Sebastian Münster Brunnen, Karlsplatz in Heidelberg
- Drachen und Urmutter (1979), Mehringdamm in Berlin-Kreuzberg met onder anderen Joachim Schmettau en Wolfgang Bier - het werk is inmiddels afgebroken
- 1981 : Geöffnete Faust, Park van de Vetter-Villa in Mannheim
- 1981 : Geöffnete Faust, Heinrich-Vetter-Sammlung in Ilvesheim
- 1983 : Figur liegend, aufgestützt (Carrara-marmer), Rathaus/Bibliothek in Salzgitter
- 1984 : Große Doppelfigur, Straße der Skulpturen (St. Wendel)
- 1987/88 : Tor Verschlossen in Heilbronn
- 1988 : Corpus, Arm, beeldenroute Wein-Panorama-Weg in Heilbronn
- 1988 : Figur gegen das Ufer, beeldenroute Kunstwegen in Nordhorn
- 1991 : Paar, Universität Trier in Trier
- 1998 : Besuch in Rom IV, beeldenpark van het Lehmbruck-Museum in Duisburg
- 1999/2005 : Sculpturen in de crypte van de Frauenkirche in Dresden
- 2004 : Honour to the Baroque, Hořice

## Fotogalerij

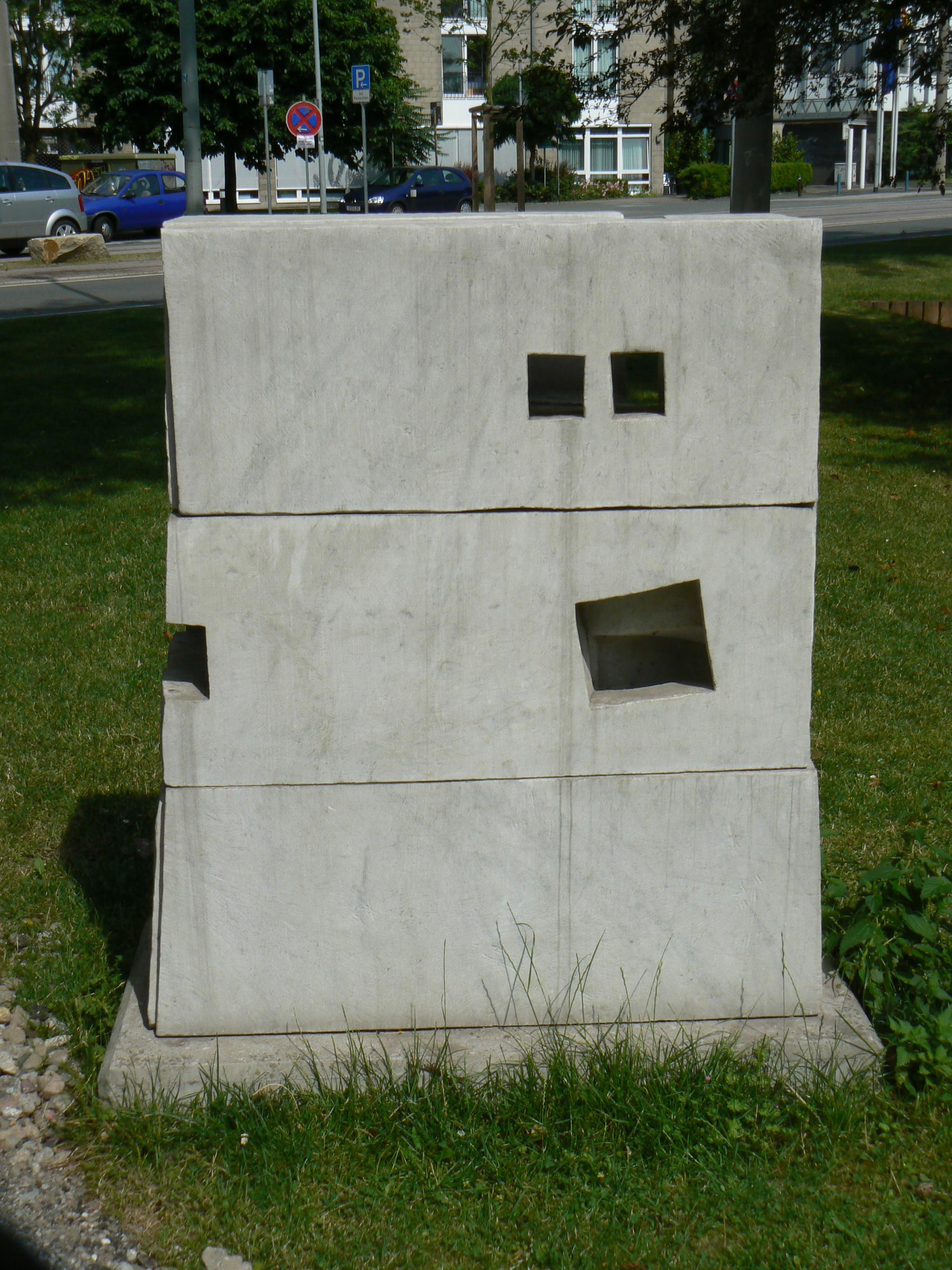
Besuch in Rom IV, Duisburg
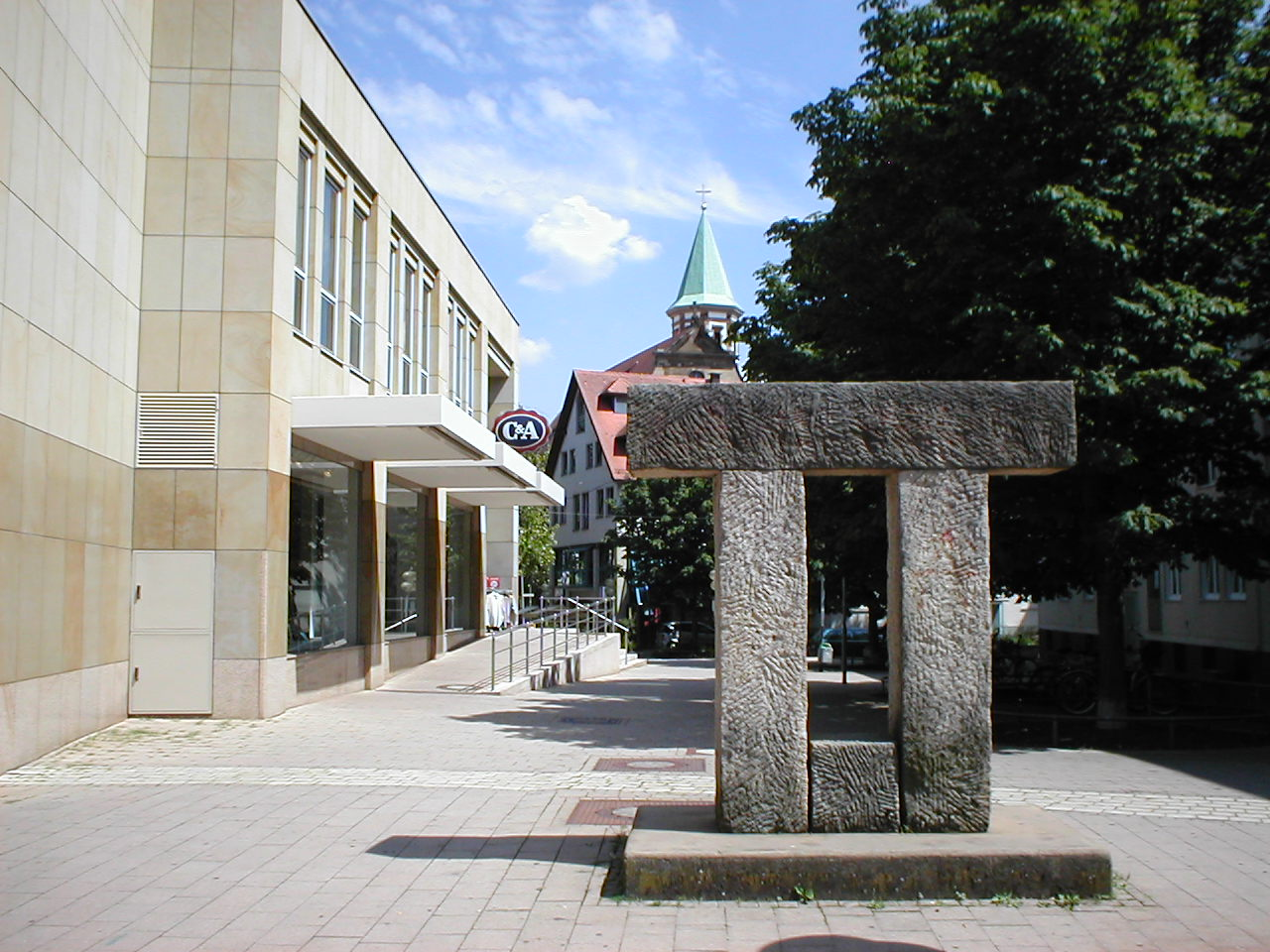
Tor verschlossen, Heilbronn
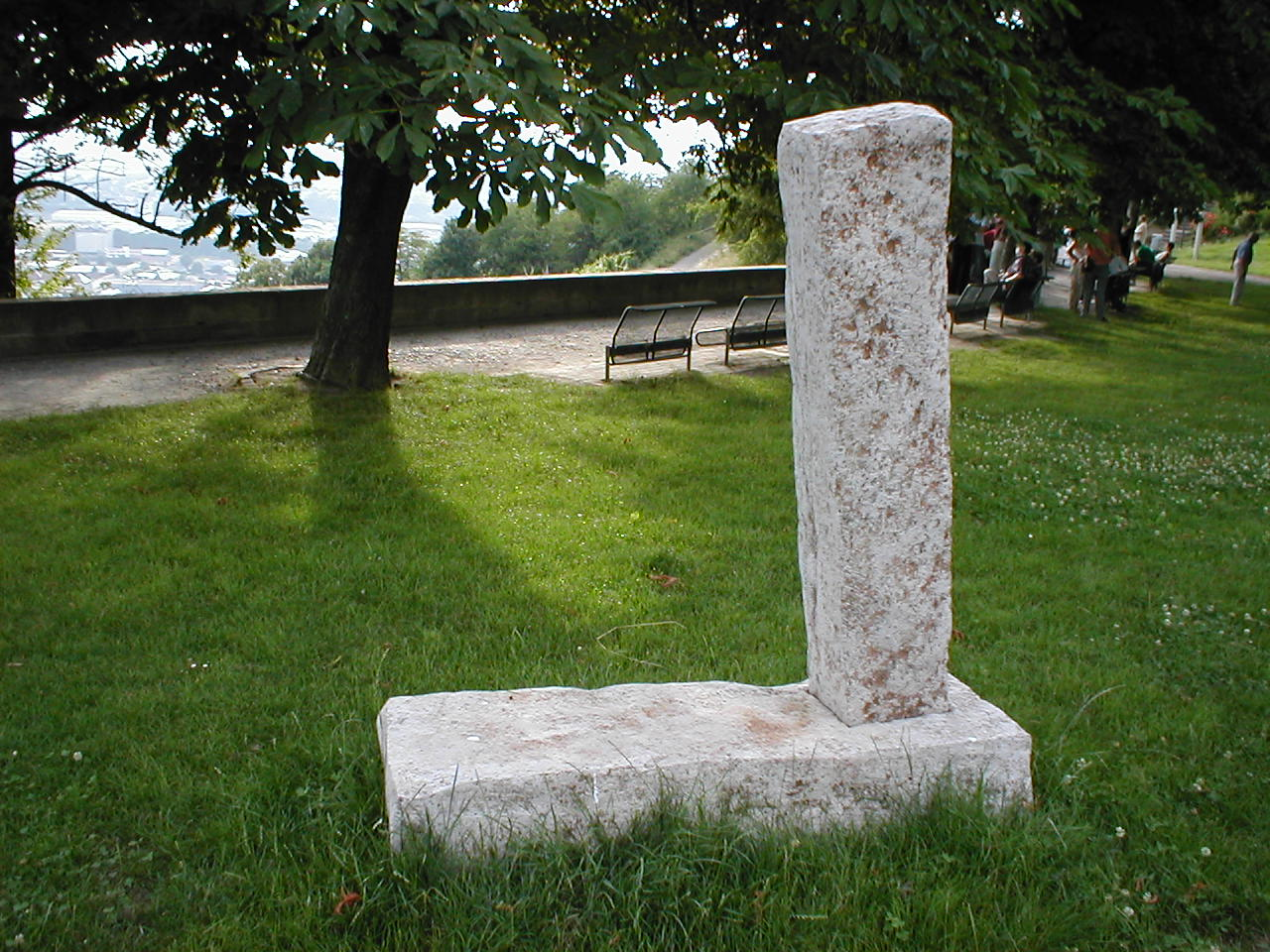
Corpus, Arm, Heilbronn
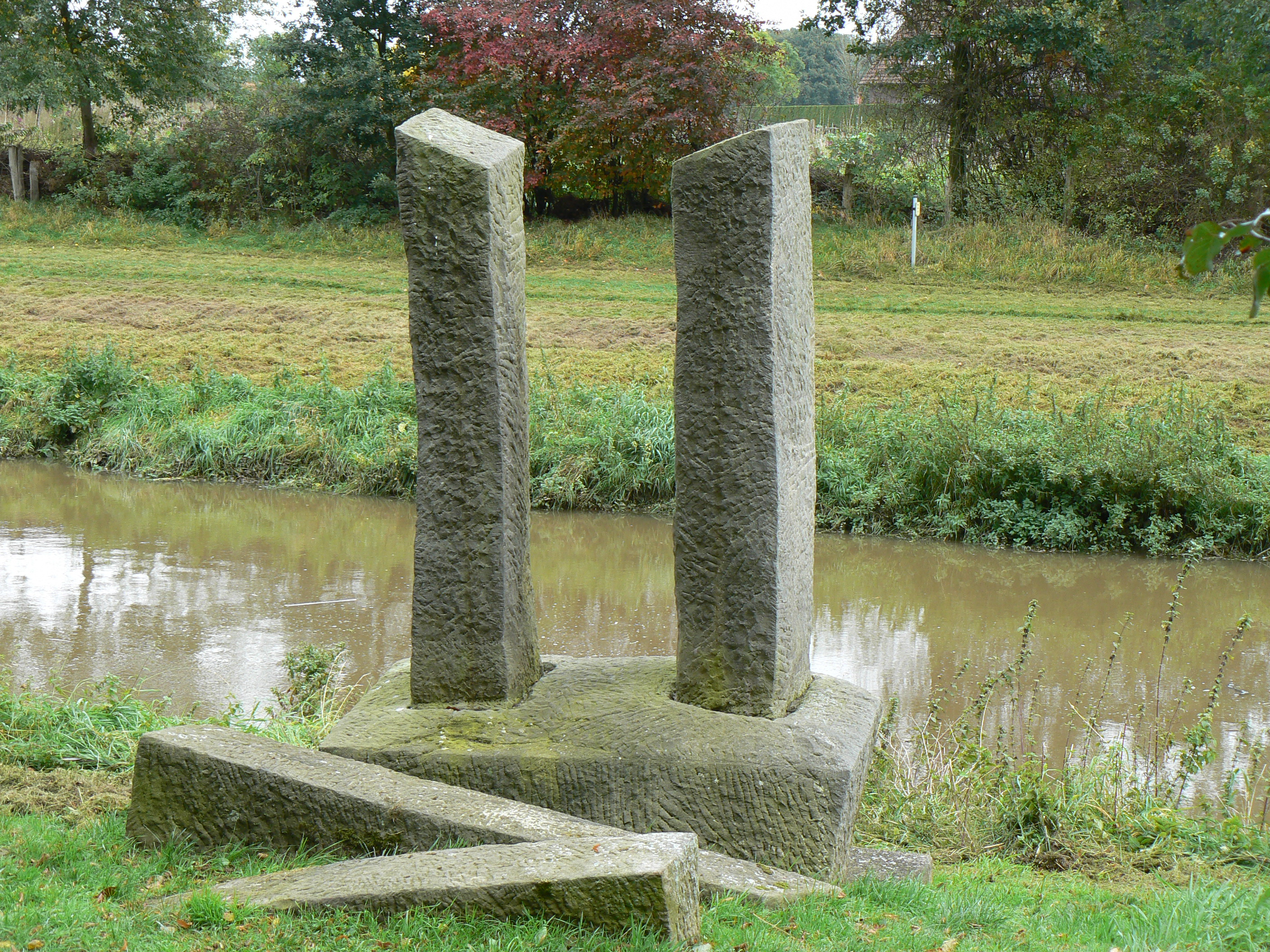
Figur gegen das Ufer, Nordhorn
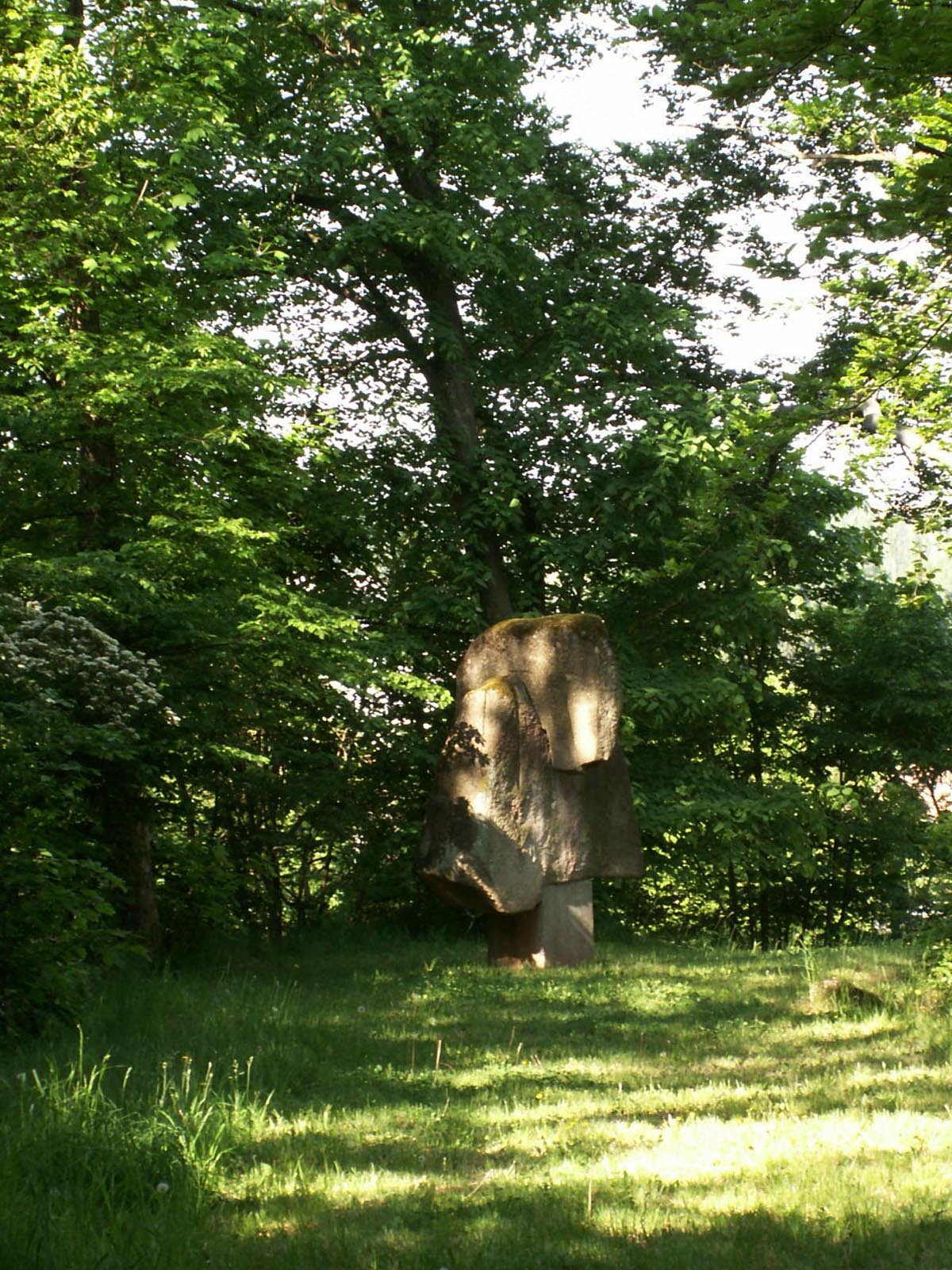
Große Doppelfigur, Sankt Wendel